# Der Weg zur Knechtschaft
Der Weg zur Knechtschaft (Originaltitel: The Road to Serfdom) ist ein Buch des Wirtschaftswissenschaftlers Friedrich August von Hayek. Es markiert den Beginn seiner Auseinandersetzung mit dem Sozialismus. Das zwischen 1940 und 1943 entstandene Buch erschien im Vereinigten Königreich im März 1944 bei Routledge und in den Vereinigten Staaten im September 1944 bei der University of Chicago Press. Große Verbreitung fand es durch eine gekürzte Fassung, die das auflagenstarke Magazin Reader’s Digest in seiner Ausgabe vom April 1945 veröffentlichte. Für die Publikation einer deutschsprachigen Fassung im besetzten Nachkriegsdeutschland erteilten die alliierten Behörden aus Rücksicht auf die verbündete Sowjetunion zunächst keine Lizenz, so dass die deutsche Übersetzung von Eva Röpke, herausgegeben von ihrem Mann Wilhelm Röpke 1945 in der Schweiz, im Eugen-Rentsch-Verlag in Erlenbach bei Zürich erschien. Seitdem erlebte das Buch zahlreiche Neuausgaben und gilt als Klassiker des Marktliberalismus und der Totalitarismuskritik.

## Inhalt
Hayek warnt vor der Gefahr der Tyrannei, die zwangsläufig aus der Kontrolle wirtschaftlicher Entscheidungsprozesse durch zentrale Planung der Regierung resultiere, und vertritt die These, dass die Aufgabe des klassischen Liberalismus und Individualismus zwangsläufig zum Verlust der Freiheit, zur Schaffung einer repressiven Gesellschaft, zur Tyrannei eines Diktators und zur Leibeigenschaft des Individuums führe.
Er bezweifelt die unter britischen Wissenschaftlern verbreitete Auffassung, der Faschismus sei eine kapitalistische Reaktion gegen den Sozialismus gewesen. Hayek sieht dagegen hinter Faschismus und Sozialismus eine gemeinsame Wurzel in der zentralen Wirtschaftsplanung und in der Macht des Staates über das Individuum. In diesem Sinne erscheint die Schrift als Weiterführung der Analysen des Sozialismus durch die Österreichische Schule, die Ludwig von Mises in seinem Werk Die Gemeinwirtschaft, Untersuchungen über den Sozialismus 1922 publiziert hatte.

Hayek postuliert, dass Freiheit und Rechtsstaat nur in einer Marktwirtschaft gedeihen können. 
„Es ist leider vollkommen unbegründet, wenn Leute sich von dem Glauben in Sicherheit wiegen lassen, daß die Beherrschung des Wirtschaftssektors nur von untergeordneter Bedeutung sei, einem Glauben, der sie die Gefährdung unserer wirtschaftlichen Freiheit leicht nehmen lässt.“ 
Planwirtschaft und totale Herrschaft bedingten einander, weil Planwirtschaft Herrschaft über den Verbrauch einschließe, was eine Entmündigung des Verbrauchers und eine Beseitigung der Verbraucherdemokratie der Marktwirtschaft bedeute. 
„Unsere Bewegungsfreiheit in einer auf dem Wettbewerb beruhenden Gesellschaft steht und fällt damit, daß, wenn eine Person die Befriedigung unserer Wünsche ablehnt, wir uns an eine andere wenden können. Haben wir es aber mit dem Besitzer eines Monopols zu tun, so sind wir ihm auf Gnade und Ungnade ausgeliefert, und eine Planwirtschaftsbehörde, die die gesamte Volkswirtschaft lenkt, würde der mächtigste Monopolist sein, den man sich vorstellen kann.“

## Rezeption
- Die Zeit vom 10. Oktober 1946 schrieb in ihrer Besprechung des Buches, dass von Hayek Sozialismus und Faschismus wegen ihrer Planwirtschaft als gescheiterte Ideologien betrachtete und als Garantie der Freiheit Privateigentum wichtig sei.[6]
- Im Deutschlandradio Kultur rezensierte 2010 der Ökonom Michael Wohlgemuth das Buch. Er sieht in dem Buch die Warnung Hayeks, dass nicht nur Faschismus und Sozialismus, sondern auch der westliche Wohlfahrtsstaat Gefahren für die Freiheit darstellen. Er hebt jedoch hervor, es sei ein gängiger Irrtum, Hayek befürworte die „Anarchie eines ‚laissez-faire“. Hayek zeige sich in dieser Schrift als ordoliberaler Befürworter einer Wettbewerbsordnung, in der der Staat die marktwirtschaftlichen Regeln kontrolliere. Auch soziale Sicherungssysteme hätten in seiner Vorstellung einen Platz.[7]

## Ausgaben
- The Road to Serfdom. University of Chicago Press, Chicago 1944.
- Der Weg zur Knechtschaft. Eugen Rentsch, Erlenbach-Zürich 1945.[6]
- Der Weg zur Knechtschaft. Olzog, München 2009.[8]